# 김주희 (여성학자)
김주희(?~)는 대한민국의 여성학자이다. 섹슈얼리티 경제와 성 산업, 빈곤의 여성화 이슈에 지속적인 관심을 두고 있다. 10대 여성들의 몸과 성 역할을 자원 삼아 수익을 내고 있는 ‘티켓 다방’에 대한 연구로 여성학 석사 학위를 받았으며 막달레나의집 현장상담센터에서 4년간 기지촌 현장 활동을 했다. 성매매 산업의 금융화에 관한 논문으로 2015년 여성학 박사 학위 취득 후 현재 서강대학교 트랜스내셔널인문학 연구소 연구교수로 재직 중이다.

## 저서

### 공저
- 김주희, <레이디 크레딧>, 현실문화, 2020
- 김주희 외, <페미니스트 타임워프>, 반비, 2019.
- 김주희 외, <성의 정치 성의 권리>, 자음과 모음, 2012.
- 김주희 외, <소녀, 설치고 말하고 생각하라>, 우리학교, 2017.
- 김주희 외, <더 나은 논쟁을 할 권리>, 휴머니스트, 2018.
- 김주희 외, <을들의 당나귀 귀>, 후마니타스, 2019.

## 논문
- 이화여자대학교 여성학과 박사학위 논문 <한국 성매매 산업의 금융화와 여성 몸의 ‘담보화' 과정에 대한 연구>(2015)

## 수상
- <한국 성매매 산업 내 ‘부채 관계’의 정치경제학>이라는 논문으로 한국여성학회 제3회 학술논문상을 수상했다.